# Aruvalla
Aruvalla is een plaats in de Estlandse gemeente Rae, provincie Harjumaa. De plaats heeft de status van dorp (Estisch: küla).

## Bevolking
Het dorp had 126 inwoners op 31 december 2011 en 144 inwoners op 31 december 2021.

## Ligging
De plaats ligt aan de Põhimaantee 2, de hoofdweg van Tallinn naar Tartu.